# Rafael Rodríguez Brizuela
Rafael Rodríguez Brizuela (Buenos Aires, 19 de noviembre de 1909 - Córdoba, 19 de diciembre de 1985) fue un arquitecto y político argentino. Es conocido por ser Intendente de la Ciudad de Córdoba, Argentina entre los años 1967 y 1969.

## Reseña biográfica

### Nacimiento e infancia
Nació en la ciudad de Buenos Aires, el 19 de noviembre de 1909, a los cinco años se trasladó por un corto periodo de tiempo a la ciudad de Mendoza, donde su padre fundó el Colegio Notarial de la Provincia en el año 1914.
A los poco años volvió a la ciudad de Buenos Aires donde cursó sus estudios secundarios en el Colegio Champagnat.

### Comienzos
A los 18 años, luego de la muerte de sus padres y al habérsele diagnosticado Tuberculosis, se traslada a Córdoba, que por aquel entonces era el destino sugerido por los médicos para combatir aquella enfermedad.
Ese mismo año inicia sus estudios de Arquitectura siendo parte de la primera camada de arquitectos egresados de la Universidad Nacional de Córdoba.

### Siguiente etapa
Fue profesor de Historia de la Arquitectura y decano de la facultad de Arquitectura de la Universidad Nacional de Córdoba y de la Universidad Católica de Córdoba.
En 1967 asume como Intendente de la ciudad de Córdoba, donde realiza una gran tarea de revalorización de los monumentos históricos de la ciudad, la creación del museo de Arte religioso, el proyecto de traslado del mercado de Abasto, la renovación de la Plaza España, entre otras obras.